# التدخين في السويد

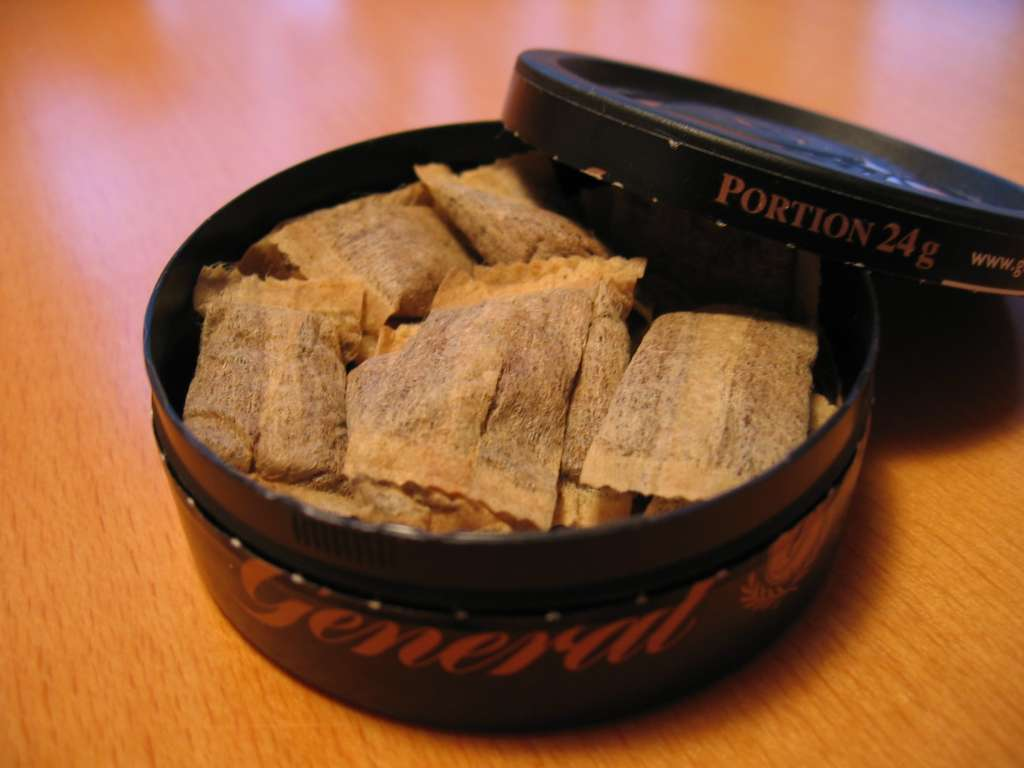
سنوس مقسم من العلامة السويدية جينيرال

معدل انتشار التدخين في السويد منخفض جدًا؛ 6% فقط من سكان السويد (الذين تتراوح أعمارهم بين 16 و84 عامًا) يدخنون يوميًا في عام 2021. لقد كان معدل الانتشار بين النساء أعلى لسنوات عديدة، ولكنه الآن هو نفسه بالنسبة للرجال. حوالي 5% يدخنون أحياناً. تم حظر التدخين في جميع الحانات والمطاعم منذ مايو 2005 أيد غالبية السويديين فرض الحظر. في عام 2019، تم توسيع الحظر ليشمل أيضًا الجلوس في الهواء الطلق في الحانات والمطاعم وكذلك الأماكن العامة مثل الملاعب ومحطات الحافلات ومحطات القطار. كانت السويد الدولة الأوروبية الوحيدة التي حققت هدف منظمة الصحة العالمية المتمثل في خفض معدل انتشار التدخين اليومي بين البالغين إلى أقل من 20% بحلول عام 2000. تتمتع السويد بمستوى عالٍ من استخدام التبغ الذي لا يدخن ، وتحديدًا منتج السعوط الرطب المسمى "snus"، والذي استخدمه بعض السويديين كبديل للتدخين.